# Charles Robertshaw Marshall
Charles Robertshaw Marshall (* 25. Dezember 1869 in Bradford; † 2. April 1952) war ein britischer Physiologe und von 1919 bis 1930 Regius Professor of Materia Medica and Therapeutics an der University of Aberdeen.

## Leben
Marshall wurde als ältester Sohn Henry Marshalls und dessen Frau Mary Evelene in Bradford geboren. Seine medizinische Ausbildung erhielt er am Owens College, heute Teil der University of Manchester. 1892 schloss er mit MBBCh (Victoria) ab, gefolgt 1899 mit M.D. mit Auszeichnung.
Er wurde Arzt an der Royal Infirmary in Manchester von 1892 bis 1895 und war Research Fellow für Pharmakologie im Owens College. 1894 wurde er zum Assistenzprofessor des Downing Professor of Medicine an der University of Cambridge unter Professor John Buckley Bradbury ernannt. Dort wurde er als Mitglied des Downing College mit einem Ehren-M.A. ausgezeichnet.
1899 wurde Marshall zum Professor of Materia Medica am University College der University of Dundee und der University of St. Andrews. Tatsächlich hatte man Marshall schon 1898 in einem Interview eine Zusage gegeben. Allerdings konnte sich eine kleine aber mächtige Minderheit durchsetzen und William Henry de Wytt wurde statt Marshalls ernannt. Es stellte sich aber heraus, dass de Wytt polizeilich gesucht wurde. Nach seiner Resignation übernahm Marshall die Professur.
1919 wurde Marshall zum Regius Professor of Materia Medica an der University of Aberdeen ernannt. Diese Professur hielt er bis zum 30. September 1930, als er sich auf seinen Altersruhesitz in Burley-in-Wharfdale in Yorkshire zurückzog.
Beruflich wurde Marshall als Verwalter seines Lehrstuhls geachtet und respektiert. Darüber hinaus war er ein guter Lehrer seines Fachs. Marshall kannte sowohl sein Fachgebiet als auch die Anwendungsgebiete und konnte sehr differenziert nutzbares Wissen vermitteln und Unnötiges vermeiden. So ließ er in Vorlesungen die Herkunft einiger Drogen im Unklaren und bestand nicht auf der Vermittlung von botanischen Ordnungen.
1899 wurde Marshall Mitglied der Berufsvereinigung Physiological Society. Frühe Veröffentlichungen im Fachblatt der Society handeln von den pharmakologischen Wirkungen von Nitriten, Digitalis und Chlorhydrine. 1904 folgte eine Abhandlung über die Alkaloide der Jaborandis-Blätter. Von 1906 bis 09 folgten weitere Beiträge, daneben aber auch Beiträge in anderen Veröffentlichung.
Marshall schrieb zwei Bücher, das Textbook of Material Medica (1905) und Manual of Prescribing (1907). Zu Hale Whites Pharmacology and Therapeutics trug er einige Artikel bei. Die Veröffentlichungen entlarven Marshall als einen Wissenschaftler des Übergangs von der Materia Medica zur modernen Pharmakologie. Er war in der Materia Medica verwurzelt, tat aber schon einiges, den Aberglauben aus dem Thema zu beseitigen. Sein Nachfolger im Amt des Downing Professor war Walter Ernest Dixon, einem der ersten experimentellen Pharmakologen und, wie Marshall auch, Physiologe.

## Ehrungen
Marshall wurde 1922 mit einem L.L. D. der Universität St. Andrews ehrenhalber, sowie 1931 mit einem L.L. D. der Universität of Aberdeen ehrenhalber ausgezeichnet.

## Bibliographie

### Artikel
- An Introduction to the Theory and Use of the Microscope; (1928) mit Harry Devonald Griffith